# Вакарь, Денис Николаевич
Денис Николаевич Вакарь (укр. Денис Миколайович Вакар; род. 16 января 1979, Николаев) — украинский футболист, нападающий. Кандидат в мастера спорта по футболу.

## Игровая карьера
Воспитанник ДЮСШ ФК «Николаев» (Первый тренер — Анатолий Норов). После выпуска из ДЮСШ, год провёл в СК «Николаев-2» у тренера Владлена Науменко, затем в по приглашению тренера Евгения Кучеревского перешёл в команду мастеров. С приходом в СК «Николаев» Анатолия Заяева был вынужден покинуть команду. Продолжил карьеру в «Викторе».
В 1998 году при тренере Конькове вернулся в СК «Николаев», боровшийся за выживание в высшей лиге. Дебют в высшей лиге — 18 июля 1998 года в матче СК «Николаев» — «Днепр» (Днепропетровск), 2:0. После удачной игры в кубковом матче с «Кривбассом» получил от наставников этой команды Тарана и Литовченко приглашение попробовать силы в составе одного из лидеров высшей лиге, где в это время уже выступали четверо экс-николаевцев — Лавренцов, Бугай, Пономаренко и Забранский. Перейдя в «Кривбасс», Денису не удалось пробиться в основной состав команды. Играл лишь в дубле.
В 2000 году тренер Калита позвал вновь в город Николаев, помочь обновленной команде. Для Вакаря это был третий приход в команду родного города. Всего за три периода сыграл за «Николаев» 20 матчей.
В конце 2000 года выступал уже в любительском коллективе «Колос» (Степовое), где за выигрыш всеукраинского Кубка получил звание кандидата в мастера спорта по футболу.
Далее в карьере Дениса были «Спартак» (Сумы), «Портовик» (Ильичёвск), «Торпедо» (Запорожье), «Сталь» (Днепродзержинск) и «Пальмира» (Одесса). Наиболее удачным в этот период был сезон 2003/2004 годов, когда в «Пальмире» в 26 матчах Вакарь забил 11 мячей.
Продолжил выступления в любительских коллективах. В 2006 году в составе одесского «Ивана» принимал участие в отборочных матчах розыгрыша Кубка регионов УЕФА. В 2007 году играл за «Строитель» (Николаев). В 2010 — за «Тепловик» и «Таврию» (Новотроицкое). В 2012 — вновь за «Тепловик».